# Shpëtim Duro
Shpëtim Duro (Tirana, 24 de dezembro de 1959) é um treinador de futebol que atualmente treina o Besa Kavajë da Albânia.